# 氯化亚钐
氯化亚钐是一种无机化合物，化学式为SmCl2。

## 制备
氯化亚钐可由氯化钐和金属钐共热得到：
2 SmCl3 + Sm → 3 SmCl2
Kurt Rossmanith曾在THF溶液中，有萘存在时，用锂还原氯化钐得到氯化亚钐：
SmCl3 + Li → SmCl2 + LiCl

## 化学性质
氯化亚钐和水反应特别迅速，被水中解离出的H+氧化为Sm(III)，在潮湿空气中也会褪色：
2 Sm2+ + 2 H+ → 2 Sm3+ + H2
4 Sm2+ + 4 H+ + O2 → 4 Sm3+ + 2 H2O